# Ала (римска армия)
Ала (на латински: ala (ед. ч.), alae (мн. ч.) – крило) е легион в на помощните римски войски (Auxilia) на Древен Рим. През Римската империя се състои от 500 до 1000 конници.
По времето на Римската република alae се наричат италиийските контингенти, понеже обикновено се позиционират на фланга на римските легиони. Големината им отговаря на тази на легионите, но частта на конниците е по-голяма. Всяка консулска войска се състои от два легиона и два alae. След Гражданската война получават римско гражданство, смесени са с легионите и името им отпада. През късната Република ala се нарича само конен отряд от 300 души.
По времето на Римската империя ala е конeн отряд, принадлежащт към помощните войски (auxilia). По ранг стоят над кохортите на auxilia, които се състоят най-вече от пехотинци.
Съществуват 2 големини али:
- ala quingenaria: около 500 конници в 16 подразделения turmae от 32 души;
- ala milliaria: около 1000 конници в 24 turmae с до 42 души.

Алата се командва от префект, назначен от императора.